# Isla Vundwe
La isla Vundwe es una pequeña isla deshabitada en Tanzania. El islote es parte del archipiélago de Zanzíbar, y está ubicado cerca de la costa suroeste de Unguja. Se encuentra a solo 300 m al sur de la isla Uzi y tiene una superficie de 1,4 km².: 5  Su elevación es aproximadamente de 17 metros sobre el nivel del mar. Las aguas que rodean la isla se utilizan como un sitio para la pesca comercial.: 66 
Vundwe está relativamente aislada y no es un área protegida, a diferencia de la Reserva Forestal de Kiwengwa / Pongwe.: 66  La isla tiene un bosque de coral con árboles altos como Adansonia digitatabaobabs, el cual, en los últimos años, ha comenzado a ser sometido a un extenso desmonte.: 13 : 70 Esto afecta al hábitat del colobo rojo de Zanzíbar, una especie en peligro de extinción del mono colobo rojo que alberga la isla. La población de la especie también disminuye a causa de envenenamientos.: 70 